# Да Кунья, Ошкар
Жозе Ошкар да Кунья Афоншу (кат. José Òscar da Cunha Afonso; род. 18 декабря 1978) — андоррский футболист, защитник. Выступал за клубы «Энкам», «Санта-Колома», «Принсипат» и «Интер» (Эскальдес).
С 2006 года по 2007 год являлся игроком национальной сборной Андорры, за которую провёл 2 матча.

## Биография

### Клубная карьера
В 2002 году начал выступать за «Энкам». В составе команды становился серебряным призёром чемпионата Андорры. Жозе да Кунья также сыграл в 4 матчах еврокубков. В 2004 году стал игроком «Санта-Коломы». Становился чемпионом и обладателем Кубка Андорры. В еврокубках провёл 4 игры.
С 2011 года по 2012 год находился в стане команды «Принсипат». В 2014 году перешёл в «Интер» (Эскальдес). По итогам сезона 2014/15 команда заняла последнее 8 место в чемпионате Андорры и впервые в своей истории вылетела в Сегона Дивизио. Да Кунья принял участие в 12 матчах.

### Карьера в сборной
16 августа 2006 года дебютировал в национальной сборной Андорры в товарищеской игре против Беларуси. Главный тренер Давид Родриго выпустил да Кунью на 60 минуте вместо Жозепа Айялы. Встреча закончилась поражением андоррцев со счётом (0:3). Свой последний матч за сборную Ошкар провёл 2 июня 2007 года в рамках квалификации на чемпионат Европы 2008 против России (0:4).

## Достижения
«Энкам»
- Серебряный призёр чемпионата Андорры (1): 2002/03

«Санта-Колома»
- Чемпион Андорры (3): 2007/08, 2009/10, 2010/11
- Серебряный призёр чемпионата Андорры (2): 2006/07, 2008/09
- Бронзовый призёр чемпионата Андорры (2): 2004/05, 2005/06
- Обладатель Кубка Андорры (4): 2005, 2006, 2007, 2009